# Peter Wallace (rugby à XIII)

a Compétitions nationales et continentales officielles uniquement.

b Matchs officiels uniquement.
Peter Wallace, né le 16 octobre 1985 à Melbourne, est un joueur australien d'origine écossaise de rugby à XIII évoluant au poste de demi d'ouverture, demi de mêlée ou de talonneur. Il fait ses débuts en National Rugby League avec Panthers de Penrith avant de poursuivre sa carrière aux Broncos de Brisbane où il reste huit saisons pour finalement revenir à Penrith. Au cours de sa carrière, il a également pris part au State of Origin, au City vs Country Origin et a été appelé en sélection d'Écosse pour participer à la Coupe du monde 2013.